# John Irving
John Winslow Irving, rodným jménem John Wallace Blunt, Jr. (* 2. března 1942, Exeter, New Hampshire) je americký spisovatel a držitel Oscara za scénář k filmu Pravidla moštárny, který byl natočen podle jeho stejnojmenné knihy.

## Život Johna Irvinga
Narodil se 2. března 1942 v Exeteru ve státě New Hampshire za neobvyklých okolností, které později velmi ovlivnily zápletky několika jeho románů: narodil se jako nemanželské dítě (jeho původní jméno bylo John Winslow) jeho matce Helen, dědičce rodu Winslow, jedné z nejstarších a nejvýznamnějších rodin Nové Anglie, protože odmítala, aby John poznal svého pravého otce, profesora ruských dějin. Helen Winslow si později vzala Collina F. N. Irvinga, učitele na prestižní Phillips Exeter Academy. Poté, co přijal příjmení svého adoptivního otce, se tak stal Johnem Irvingem. Až do roku 2000 nikdy nehledal svého pravého otce. Vždy říkával : „ Já už otce mám.“ V roce 2001 se dozvěděl, že má nevlastního bratra z druhého manželství svého biologického otce.
V 11 letech byl Irving pohlavně zneužit starší ženou. Tato událost pak inspirovala mnoho jeho děl.

### Studentská léta
Během studií v Exeteru ho učili slavný presbyteriánský teolog a romanopisec Frederick Buechner a učitel George Bennett, ti mu později pomohli účastnit se kurzu tvůrčího psaní v Iowě, prestižního amerického spisovatelského programu, který je jediný svého druhu. Poté studoval krátce na universitě v Pittsburghu a promoval na universitě v New Hampshire. V Iowě studoval po boku budoucích známých spisovatelů – Gaila Godwina, Johna Cayseho a Donalda Hendrieho Jr., také ho učil proslulý Kurt Vonnegut Jr.

### Manželství
Svoji první ženu Shylu poznal na svých zahraničních studiích ve Vídni. Když pak velmi nečekaně otěhotněla, vzali se (1965). Před tím, než se v polovině 80. let 20. století rozvedli (1981), měli spolu dva syny. Později se oženil se svou agentkou Janet Turnbullovou, se kterou měl dalšího syna.

### Kariéra
Na Mount Holyoke College v Massachusetts přednášel jakožto univerzitní profesor anglickou literaturu 19. století. Jeho první tři knihy nezpůsobily nějaký větší rozruch. Až jeho čtvrtá kniha – Svět podle Garpa – vydaná v roce 1978 mu přinesla obrovský úspěch a vynesla ho tak do žebříčku úspěšných amerických spisovatelů. Během spisovatelské činnosti mj. také pracoval jako trenér zápasu (ve Vermontu). V roce 2001 byl zvolen členem Americké akademie pro umění a literaturu.

### Vášeň k zápasnictví
Je zcela zřejmé, že prakticky všemi jeho knihami prostupuje jeho vášnivý vztah k zápasu jako takovému. John sám se po dobu dvaceti let zúčastňoval různých zápasnických soutěží. Mj.také celých 24 let působil jako rozhodčí a nakonec se stal i zápasnickým trenérem, a to až ve svých 37 letech. Během své zápasnické kariéry podstoupil několik operací; dobu, kdy se zápasem začínal až po svou čtvrtou operaci v 53 letech popisuje ve své autobiografické knize Imaginární přítelkyně. (viz níže)

### Současnost
V roce 2009 v rozhovoru pro časopis New York Magazine uvedl, že začal pracovat na svém třináctém románu, nazvaném In One Person (V jedné osobě). Pojednávat má o šedesátiletém bisexuálovi jménem William, který vzpomíná na svůj život v padesátých a šedesátých letech. Román má být poprvé od Modlitby za Owena Meanyho vyprávěn v první osobě.

## Dílo
| Původní název               | Český překlad                              | Rok vydání USA | 1. vydání ČR | 2. vydání ČR |
| --------------------------- | ------------------------------------------ | -------------- | ------------ | ------------ |
| Setting Free the Bears      | Svobodu medvědům                           | 1969           | 1994         | 2005         |
| The Water-Method Man        | Pitná kúra                                 | 1972           | 1994         | 2004         |
| The 158-Pound Marriage      | 158 librová svatba/Manželství do 158 liber | 1974           | 1995         | 2003         |
| The World According To Garp | Svět podle Garpa                           | 1978           | 1987         | 2003*        |
| The Hotel New Hampshire     | Hotel New Hampshire                        | 1981           | 1995         | 2003         |
| The Cider House Rules       | Pravidla moštárny                          | 1985           | 1994         | 2002         |
| The Prayer for Owen Meany   | Modlitba za Owena Meanyho                  | 1989           | 1994         | 1999         |
| Trying to Save Piggy Sneed  | Pokus o záchranu Čuňáka Sneeda             | 1993           | 1994         | 2004         |
| A Son of the Circus         | Syn cirkusu                                | 1994           | 1995         | 2005         |
| The Imaginary Girlfriend    | Imaginární přítelkyně                      | 1996           | 1996         | 2001         |
| A Widow for One Year        | Rok vdovou                                 | 1998           | 2000         | 2003         |
| The Fourth Hand             | Čtvrtá ruka                                | 2001           | 2002         |              |
| Until I Find You            | Dokud tě nenajdu                           | 2005           | 2006         |              |
| Last Night in Twisted River | Poslední noc na Klikaté řece               | 2009           | 2010         |              |
| In One Person               | V jedné osobě                              | 2012           | 2013         |              |
| The Last Chairlift          | Poslední lanovka                           | 2022           | 2024         |              |

Svět podle Garpa byl vydán několikrát: 1987, 1990, 1994, 1999, 2003, 2005 (edice LN).

### Pitná kúra
Kniha je příběhem Freda „Falešníka“ Trumpera, který v Rakousku potkává dívku, se kterou se musí oženit (kvůli jejímu těhotenství). Oba jsou velmi mladí a na vztah nepřipravení a záhy se rozcházejí. V knize se prolíná současnost s minulostí, vztah Trumpera ke své ženě i k současné přítelkyni, ke svým přátelům i spolupracovníkům i zvláštní vztah ke svým rodičům. Hlavní linií příběhu je Trumperovo onemocnění, při němž musí dodržovat pitnou kúru.

### 158 Librová svatba
V této knize je popisován pozoruhodný manželský čtyřúhelník. Všichni jeho „účastníci“ s ním plně souhlasí. Nicméně se zdá, že celou prekérní situaci řídí profesor němčiny a především zápasnický trenér Severin Winter, dříve zápasník váhové kategorie do 158 liber. Odtud pak název samotné knihy.

### Svět podle Garpa
Hlavním hrdinou je spisovatel Garp, syn zdravotní sestry a feministky Jenny Fieldsové a technického seržanta Garpa, který na začátku příběhu umírá při letecké nehodě. Garp má chronický strach o své syny, věří ve Spodního výra (tak nazývá své nejhorší představy a obavy). Celá kniha je prostoupena autorovým vztahem k zápasnictví. Garp se zabývá zápasem v řecko-římském stylu jako trenér a dokonce nakonec umírá v zápasnické tělocvičně.

### Hotel New Hampshire
Celá tato kniha je prostoupena jeho vášní k nezvyklým věcem jako medvědi, cirkusácké kousky, zápasníci, bizarní jedinci aj. Jde o rozpracování povídky Penzión Grillparzer, která se objevuje v knize Svět podle Garpa coby fiktivní Garpova povídka.

### Pravidla moštárny
Tato kniha řeší především otázku potratů a jejich legalizaci v 50. letech v USA. Unikátní příběh chlapce Homera vyrůstajícího v sirotčinci a jeho cesta do velkého světa za poznáním běžného života lidí z „normálního“ světa. Snaha a přání Homera být hrdinou se rozpadá v nicotě a obyčejnosti života. Kniha byla později velmi úspěšně zfilmována jako stejnojmenný film Pravidla moštárny.

### Modlitba za Owena Meanyho
Hlavní hrdina, Owen Meany, má zvláštní schopnosti. Už na první pohled tak působí – je až nepřirozeně malý, měří pouhých sto padesát centimetrů, je lehoučký jako pírko a jeho hlas zůstává v pozici neustálého výkřiku. Kniha vypráví o dětství a dospívání zvláštního Owena Meanyho a jeho nejlepšího kamaráda Johna Wheelwrighta, jejich osudech zvláštních okolností, které se mnohdy až příliš podobají zázraku. Owen Meany, chlapec, jenž se narodil neposkvrněným početím, jenž už od dětství zná přesné datum i okolnosti svého úmrtí, působí na své okolí jako Mesiáš. Díky své bezmezné víře v Boha a v sebe, jako Boží nástroj, zachraňuje, i ničí. Smrt matky nejlepšího kamaráda, kterou zaviní jen náhodnou shodou okolností, i záchranou téhož kamaráda před narukováním do Vietnamu a oběť vlastního života při záchraně vietnamských sirotků, působí v příběhu jako nová interpretace Ježíšova života.

### Pokus o záchranu Čuňáka Sneeda
Tato kniha je soubor několika povídek. Hned podle první povídky se jmenuje celá kniha.

### Syn cirkusu
Tato fantaskní kniha pojednává o kosmopolitním lékaři indického původu, který miluje prostředí cirkusů, obdivuje akrobaty a sbírá trpasličí krev. Vedle úspěšné kariéry ortopeda hlavní hrdina rovněž prožívá utajenou kariéru autora scénářů detektivních frašek, které se těší vášnivé nenávisti celého Bollywoodu. Na pozadí příběhu řádí masový vrah, jehož hlavní hrdina pomalu odhaluje, v knize se zjevují a mizí roztodivné postavy jako transsexuál „Kráska“, blonďatá americká hippie, pravý indický detektiv, ochrnutý chlapeček či dětské prostitutky nakažené všemožnými pohlavními nemocemi…

### Imaginární přítelkyně
Jedná se o autobiografickou knihu, ve které se opět vyznává ze své celoživotní vášně-zápasení. Vzpomíná zde na své dva přátelé, zápasnické trenéry a také spisovatele. Kniha také popisuje obětavý vztah Johna Irvinga ke svým synům, které dovedl k titulům šampionů Nové Anglie. Tento titul se jemu samotnému totiž nikdy nepodařilo získat.

### Rok vdovou
Tato kniha se stala předlohou pro film Dveře v podlaze. Vypráví životní příběh ženy Rút, která celý život trpí svým zvláštním „posláním“. Narodila se totiž poté, co zemřeli její dva bratři, a měla rodičům poskytnout jakousi náhradu za ně. Matka Rút však trpí chorobným strachem, že by mohla přijít i o své třetí dítě, a tak dceru „svěří“ do péče otce a odchází neznámo kam. Kniha posléze popisuje Rútinu dospělost – stane se uznávanou spisovatelkou a splní se jí tedy dětský sen. Při jedné své cestě do Nizozemska, kde chce poznat život prostitutek, aby o nich mohla napsat svou další knihu, je svědkem vraždy jedné z nich; to ji poznamená na celý další život. Autor v knize líčí také řadu Rútiných milostných dobrodružství, ať už se jedná o vztah s o generaci starším Eddiem, kterého kdysi malá Rút „nachytala“ při souloži s vlastní matkou, nebo o lásku k nizozemskému komisaři vyšetřujícímu vraždu lehké děvy, s nímž také Rút po smrti svého manžela (odtud Rok vdovou – Rút razí teorii, že po roce smutnění se má žena znovu do milostného života vrhnout), zůstává. Na konci knihy jsme svědky dojemného setkání Rút a její matky po několika desítkách let odloučení.

### Čtvrtá ruka
Autor zde píše o svých oblíbených tématech, současně vyzdvihuje důležitou roli „druhé šance“.
Čtvrtá ruka – to je typická „irvingovská“ kniha. Na začátku se stane hlavní postavě – jistému moderátorovi – nehoda v přímém přenosu. Lev mu ukousne ruku. Díky tomu se stane de facto známým po celém světě, což je mu jak k užitku, tak i ke škodě. Pak následují různé životní peripetie a také naděje na transplantaci nové ruky. Ta se sice zdaří, ale posléze se projeví jisté obtíže takového rázu, že mu doktoři musejí ruku opět odstranit. Přesto je kniha prodchnuta optimistickým tónem vyjadřujícím myšlenku, že kvalita života může zůstat zachována i po takové tragické události.

### Dokud tě nenajdu
Vypráví příběh ženami obletovaného, ale i v mládí zneužívaného herce Jacka Burnse, který celý život hledá svého otce a najde jej teprve poté, co ztratí svoji matku.

## Filmy podle Johna Irvinga
1. Svět podle Garpa  (1982)
- Scénář – Steve Tesich
- Režie – George Roy Hill
- Hlavní role – Robin Williams, Glenn Close, Mary Beth Hurt, John Lithgow

„Nevadí mi, co tam dali, ale to, co vynechali. Je to jako by hodili rodinu do pračky, ale čekal jsem něco horšího.“ Takto komentoval John Irving při prvním pokusu převést jeho knihu Svět podle Garpa na filmové plátno. Tento film není kritiky ani diváky považován za příliš zdařilý. Za neúspěch filmu může pravděpodobně ne příliš dobrý scénář. Přesto byli někteří herci nominovaní na Oscara. Zde si sám zahrál malou roli rozhodčího.
2. Hotel New Hampshire (1984)
- Scénář – Tony Richardson
- Režie – Tony Richardson
- Hlavní role – Rob Lowe, Jodie Foster, Beau Bridges

V tomto filmu si Rob Lowe a Jodie Foster zahráli sourozeneckou dvojici Johnna a Frannie. Menší roli si zde zahrála i známá herečka Nastassja Kinski v roli Medvědice. Tento film opět nebývá považován za příliš povedený a to zejména proto, že jeho velmi svérázná tvorba jde jen těžko převést do filmové podoby. Proto milostný vztah mezi bratrem a sestrou či žena chodící v medvědím kožichu působí poněkud podivně.
3. Simon Birch (1998)
- Scénář – Mark Steven Johnson
- Režie – Mark Steven Johnson
- Hlavní role – Ian Michael Smith, Joseph Mazzello, Ashley Judd, Oliver Platt, David Strathairn

Pro tento film prodal filmařům jen několik kapitol ze svého románu Modlitba pro Owena Meanyho. Trval však na tom, aby byla pozměněna jména postav a dokonce i název filmu. Mj.si zde zahrál malou roli i Jim Carrey.
4. Pravidla moštárny (1999)
- Scénář – John Irving
- Režie – Lasse Hallström
- Hlavní role – Tobey Maguire, Charlize Theron, Delroy Lindo, Paul Rudd, Michael Caine

Tento film se po uvedení stal velmi úspěšným a to zejména proto, že scénář k němu napsal sám Irving. K úspěchu přispěl i fakt, že režie se ujal zkušený odborník Lasse Hallström. Dalším důvodem je pravděpodobně to, že byla pro film ponechána jen hlavní zápletka, jména postav a prostředí. Při psaní scénáře původní verzi své knihy téměř radikálně změnil. Úplně vynechal jednu z hlavních postav, dívku ze sirotčince Melony, a věnoval se jen hlavní dějové linii vztahu mezi dr. Larchem a jeho svěřencem, sirotkem Homerem Wellsem.
4. Dveře v podlaze (2004)
- Scénář – Tod Williams
- Režie – Tod Williams
- Hlavní role – Jeff Bridges, Kim Basinger, Jon Foster, Elle Fanning